# حشرة (فلم)
حشرة (بالإنجليزية: Bug) هو فيلم إثارة ورعب تم إنتاجه في الولايات المتحدة وألمانيا وصدر سنة 2006 بطولة أشلي جود ومايكل شانون.

## القصة
بعد هروبها من زوجها المسيء وخروجها من السجن، تقرر النادلة الوحيدة (آجنس) ذات الماضي المأساوي أن تسكن في أحد الفنادق، وتقدمها زميلتها إلى (بيتر) الذي تدخل معه في علاقة رومانسية، لكن الأمور ليست كما... اقرأ المزيد تبدو عليها وتدخل في تجربة كابوسية مع بدء توافد الحشرات في هذه التجربة.

## الميزانية والإيرادات
كلف الفيلم 4 مليون دولار وحقق أرباح تقدر بـ 8.2 مليون دولار.

## وصلات خارجية
مقالات تستعمل روابط فنية بلا صلة مع ويكي بيانات